# 异叶轮草
异叶轮草（学名：Galium maximowiczii）为茜草科拉拉藤属下的一个种。

## 扩展阅读
- 維基物種上的相關：异叶轮草